# Henry Barnard
Henry Barnard (Hartford, 24 de janeiro de 1811 — Hartford, 5 de julho de 1900) foi um educador e reformador americano.

## Biografia
Ele nasceu em Hartford, Connecticut, em 24 de janeiro de 1811 e frequentou a Wilbraham & Monson Academy. Formou-se na Universidade Yale em 1830 e foi admitido na Ordem dos Advogados de Connecticut em 1835. Após extensas viagens pelos Estados Unidos, fez uma viagem de dois anos pela Europa (1835-1837), dando atenção especial às instituições e métodos educacionais. Em 1837-1839, foi membro da Câmara dos Representantes de Connecticut, efetuando em 1838 a aprovação de um projeto de lei, elaborado e apresentado por ele mesmo, que previa “a melhor supervisão das escolas comuns” e estabeleceu um conselho de “comissários das escolas comuns” no estado. Foi o secretário do conselho de 1838 até sua abolição em 1842, e durante esse tempo trabalhou incansavelmente para reorganizar e reformar o sistema escolar comum do estado, ganhando assim uma reputação nacional como reformador educacional.
Em 1843, foi nomeado pelo governador de Rhode Island agente para examinar as escolas públicas do estado, e recomendou melhorias; e seu trabalho resultou na reorganização do sistema escolar dois anos depois. De 1845 a 1849, foi o primeiro comissário de escolas públicas do estado, e sua gestão foi marcada por um passo decisivo no progresso educacional. Em 1845, Barnard fundou o primeiro “Instituto de Professores de Rhode Island” no Seminário Smithville.
Retornando a Connecticut, de 1851 a 1855, foi “superintendente de escolas comuns” e diretor da Escola Normal Estadual de Connecticut em New Britain, Connecticut.
Em 1852, foi oferecido a Barnard o cargo recém-criado de Presidente da Universidade de Michigan, mas ele não aceitou. De 1859 a 1860, foi chanceler da Universidade de Wisconsin-Madison e agente do conselho de regentes do fundo escolar normal; em 1866 foi presidente do St. John's College em Annapolis, Maryland; e de 1867 a 1870 foi o primeiro Comissário de Educação dos Estados Unidos, e nesta posição lançou as bases para o trabalho subsequente do Departamento de Educação.

## Revista Americana de Educação
O principal serviço de Barnard à causa da educação, no entanto, foi prestado como editor, de 1855 a 1881, da Revista Americana de Educação, cujos trinta e um volumes são uma verdadeira enciclopédia de educação, um dos mais valiosos compêndios de informações sobre o assunto já reunidas através da agência de qualquer homem. Ele também editou de 1838 a 1842, e novamente de 1851 a 1854, o Diário da Escola Comum de Connecticut, e de 1846 a 1849 o Jornal do Instituto de Instrução de Rhode Island.

## Morte e legado
Ele morreu em Hartford em 5 de julho de 1900, aos 89 anos. Entre os reformadores educacionais americanos, Barnard tem o direito de se classificar ao lado de Horace Mann de Massachusetts.
Está enterrado no Cemitério de Cedar Hill em Hartford. A Henry Barnard School em Rhode Island College e a Henry Barnard School em New Rochelle, Nova Iorque são nomeadas em sua homenagem. Há também uma escola primária nomeada em sua homenagem em Enfield, CT-Henry Barnard Elementary School.

## Obras selecionadas
Suas contribuições para a literatura educacional foram tão numerosas, que poucas delas podem ser mencionadas aqui:
- Education in Factories, 1842;
- National Education in Europe, 1851;
- Normal Schools in the United States and Europe, 1851;
- Tribute to Gallaudet with History of Deaf Mute Instruction, 1852;
- School Libraries, 1854;
- Hints and Methods for the Use of Teachers, 1857;
- English Pedagogy, 1862;
- National Education, 1872;
- Military Schools, 1872;
- American Pedagogy, 1875.